# 19th Hussars

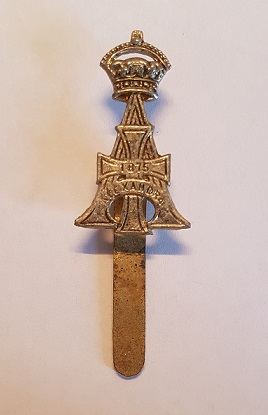
Mützenabzeichen der 19th Hussars

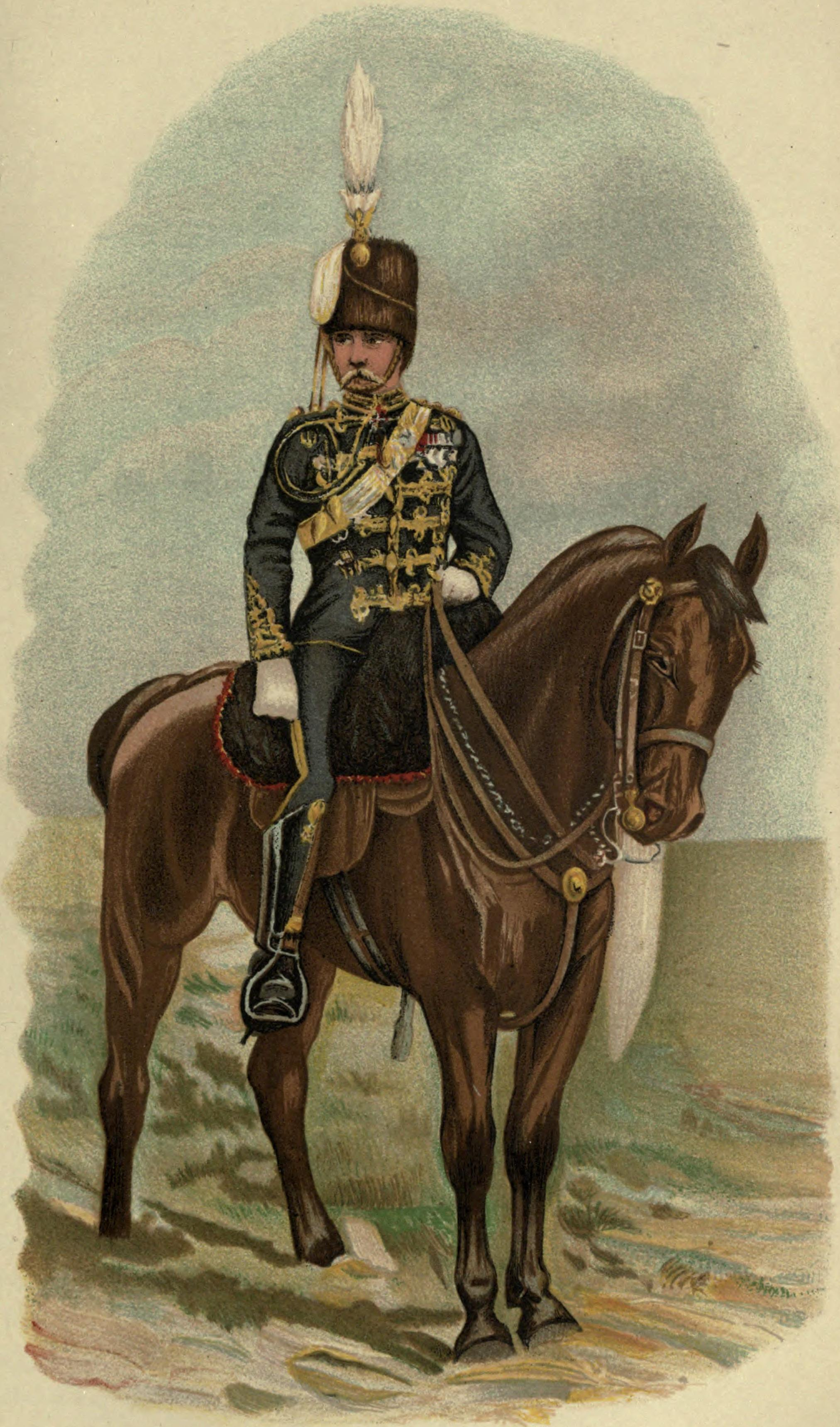
Offizier der 19th Hussars, 1882

Die 19th Royal Hussars (Queen Alexandra’s Own) waren ein Kavallerieregiment der britischen Armee, das von 1858 bis 1922 bestand.

## Geschichte
Das Regiment wurde 1858 von der Britischen Ostindien-Kompanie für die Kolonialarmee der Präsidentschaft Bengalen in Britisch-Indien (Bengal Army) aufgestellt und zur Niederschlagung des Sepoyaufstands eingesetzt. Das Regiment hieß zunächst 1st Bengal European Light Cavalry.
Im Juli 1858 wurden die Kolonialarmeen der Ostindien-Kompanie dem Kommando der britischen Krone unterstellt. Das Regiment wurde daraufhin im November 1859 zunächst zu 1st Bengal European Cavalry umbenannt und, wie alle anderen „europäischen“ Regimenter in Indien 1862 in die British Army eingegliedert und dazu am 30. September 1862 zu 19th Hussars umbenannt.
1874 wurde das Regiment offiziell in die Tradition des 19th Regiment of (Light) Dragoons (Lancers) gestellt. Dieses war 1781 als 23rd Regiment of (Light) Dragoons gegründet worden, hatte sich im Vierten Mysore-Krieg, im Zweiten Marathenkrieg und Britisch-Amerikanischen Krieg besonders ausgezeichnet und war 1821 aufgelöst worden.
Im Juli 1902 wurde der Regimentsname zu Ehren von Alexandra, Princess of Wales zu 19th (Alexandra, Princess of Wales’s Own) Hussars ergänzt. Nachdem diese 1901 Queen Consort geworden war, wurde der Regimentsname zu 19th (Queen Alexandra’s Own Royal) Hussars angepasst und schließlich am 1. Januar 1921 zu 19th Royal Hussars (Queen Alexandra’s Own) geändert.
Im Juli 1921 wurde das Regiment zunächst aufgelöst und am 11. April 1922 wiederaufgestellt, um zugleich mit den 15th (The King’s) Hussars zu den 15th/19th Hussars verschmolzen zu werden. Dieses Regiment wurde 1992 mit den 13th/18th Royal Hussars (Queen Mary’s Own) zu den Light Dragoons verschmolzen. Die Light Dragoons führen die Tradition der 19th Hussars weiter.

## Regimental Colonels
Colonel of the Regiment waren:
- 1858–1862: Major-General Thomas Mathew Taylor
- 1862–1865: General William Pattle
- 1865–1872: General John Hall
- 1872–1889: General John Yorke
- 1889–1902: Lieutenant-General Coote Synge-Hutchinson
- 1911–1922: Field Marshal John French, 1. Earl of Ypres

## Battle Honours
Dem Regiment wurden folgende Battle Honours verliehen (englische Originalbezeichnungen):
- Mysore[2]
- Seringapatam[2]
- Assaye[2]
- Niagara[2]
- Tel-el-Kebir
- Egypt 1882
- Egypt 1884
- Abu Klea
- Nile 1884–85
- Defence of Ladysmith
- South Africa 1899–1902
- Le Cateau
- Retreat from Mons
- Marne 1914
- Aisne 1914
- Armentières 1914
- Ypres 1915
- Frezenberg
- Bellewaarde
- Somme 1916
- Somme 1918
- Flers-Courcelette
- Cambrai 1917
- Cambrai 1918
- St. Quentin
- Rosières
- Amiens
- Albert 1918
- Bapaume 1918
- Hindenburg Line
- St Quentin Canal
- Beaurevoir
- Pursuit to Mons
- France and Flanders 1914–18